# Zieria southwellii
Zieria southwellii är en vinruteväxtart som beskrevs av J.A.Armstr.. Zieria southwellii ingår i släktet Zieria och familjen vinruteväxter. Inga underarter finns listade i Catalogue of Life.